# Centruroides hentzi
Espèce
Synonymes
- Centrurus hentzi Banks, 1900

Centruroides hentzi est une espèce de scorpions de la famille des Buthidae.

## Distribution
Cette espèce est endémique des États-Unis. Elle se rencontre en Floride, dans le Sud de l'Alabama et dans le Sud de la Géorgie.

## Étymologie
Cette espèce est nommée en l'honneur de Nicholas Marcellus Hentz.

## Publication originale
- Banks, 1900 : « Synopses of North American invertebrates. IX. The scorpions, solpugids and pedipalpi. » The American Naturalist, vol. 34, p. 421-427 (texte intégral).